# Жданово (Брянская область)
Жда́ново — посёлок в Навлинском районе Брянской области России. Входит в состав Алешинского сельского поселения.

## История
Решением Брянского сельского облисполкома от 8 сентября 1964 года объединены посёлки Жданово и Орлинка в единый населённый пункт.

## Население
| 2010 | 2013 |
| ---- | ---- |
| 22   | ↘20  |

## Улицы
В посёлке имеются две улицы: Лесная и Луговая.